# Den Oudsten Alliance
De Den Oudsten Alliance was een lijn van autobusmodellen van de Nederlandse busbouwer Den Oudsten.

## Geschiedenis
Het model werd gepresenteerd in 1989, met naar het bouwjaar het typenummer B89. Deze werd eerst nog gebouwd op het DAF SB220-, DAF MB230- en DAF SBG220-chassis, maar later ook op Volvo- en Iveco-chassis. Vanaf 1990 werd de Alliance ook integraal gebouwd en daarmee was dit de eerste carrosserie die Den Oudsten op een eigen chassis bouwde. De motoren werden door DAF en het Duitse MAN geleverd. De Alliance werd veelvuldig verkocht aan Nederlandse busbedrijven. Er werden ook veel exemplaren aan het buitenland verkocht.
Tot december 2012 deed nog een beperkt aantal Alliances in de dienst in het stadsvervoer bij de HTM en de RET. De RET heeft nog een aantal exemplaren in de mottenballenvloot staan en drie exemplaren rijden nog in de dienst. Bij het streekvervoer zijn ze sinds 2010 verdwenen. Vrijwel alle uit dienst genomen exemplaren zijn voor export verkocht aan o.a. Cuba, Afrika en Oost-Europese landen. Slechts enkele exemplaren rijden nog in Nederland rond, voornamelijk bij touringcarbedrijven die ze bijna allemaal inzetten voor het uitgaanspubliek.
Er zijn twee hoofdvarianten van de Alliance, de hogevloerbus Intercity (B89, B91 en B95) en de lagevloerbus City (B90, B93 en B96).
De Alliance was officieel het laatste busmodel dat door Den Oudsten, dat in 2001 failliet werd verklaard, is geproduceerd. Dankzij onderhoudsbedrijf TSN (dat de onderdelenlijn heeft overgenomen) konden deze bussen toch nog jarenlang op de weg blijven. Vooral de Europese aanbestedingen met de wisselende concessies hebben ervoor gezorgd dat dit model lijnbus vroegtijdig uit het straatbeeld is verdwenen.

## Alliance Intercity
Er verschenen vele varianten van dit model (B89, B91 en B95). Naast de 12-meter streekbus was er ook een verlengde drieassige 15-meterbus, die onder andere ingezet werd als interliner, en een 18-meter gelede variant.
De drieassige 15-meterbussen werden gebouwd op Volvo-chassis en DAF-chassis. Naast deze bussen werden er ook nog enkele andere series Alliances gebouwd op een 12-meter Volvo-chassis. Ook werden er halverwege de jaren 90 enkele bussen gebouwd op Iveco-chassis. Al deze niet-integraalbussen zijn Alliance B89, ondanks dat deze optisch behoorlijk van elkaar kunnen verschillen doordat het model in de loop van de jaren is geëvolueerd.
De B91- en B95-modellen zijn de bussen met een integraal chassis en zijn allemaal geleverd met DAF 6,5 Liter 6-cilindermotoren, gemonteerd achter in de bus (heckmotor). De B91 heeft een staande motor, bij de B95 is deze liggend (90 graden gekanteld t.o.v. de staande motor), zodat er minder hoogte nodig is om deze te monteren, waardoor de vloer achter in de bus minder hoeft op te lopen. Overigens zijn er ook B89-modellen (dus op een chassis) geleverd met dezelfde liggende DAF-motor.

## Alliance City
De Alliance City is een lagevloerstadsbus. Deze werd geleverd in een 12 meter lange (B90, B96) en een 18 meter lange gelede versie (B93). De 18 meter lange gelede versie is onder andere geleverd aan Midnet voor de stadsdienst van Almere en aan de HTM in Den Haag.
Van de Alliance City is ook een variant gebouwd die rijdt op autogas (lpg). In Zwolle hebben dergelijke bussen gereden. Inmiddels wachten veel van deze lpg-bussen (ondanks hun relatief jonge leeftijd) op een tweede leven in het buitenland.

## Koninklijke bus
In 1991 schonken Verenigd Streekvervoer Nederland, United Bus en DAF aan Koningin Beatrix een aangepaste versie van de Alliance. Deze donkerblauwe bus was voorzien van alle luxe zoals airco, luxe stoelen en getint glas. Na 15 jaar intensief gebruik was de bus aan vervanging toe en heeft het Nederlandse bedrijf VDL/Kusters een nieuwe koninklijke bus op basis van het type Diplomat geleverd, welke de donkerblauwe kleuren heeft van het Koninklijk staldepartement. De bus heeft groene, beige en bruine kleuren met een bekleding van Alcantara leer en biedt plaats aan 25 personen. Verder is deze bus uitgerust met een garderobe en toiletfaciliteit. Deze bus is in 2006 vervangen en in februari 2007 overgedragen aan het DAF Museum in Eindhoven.

## Alliances in hun tweede leven
De meeste Alliancebussen werden in Nederland buiten dienst gesteld omdat ze niet meer voldeden aan de concessie-eisen. Veel bussen hebben namelijk een hoge vloer en zijn daardoor minder geschikt voor ouderen en mindervaliden. Daarnaast spelen milieu-eisen ook een rol. Concessieverleners eisen nu voor het streekvervoer relatief jonge lagevloerbussen.
In 2002 gingen de gelede 18-meterbussen uit Almere buiten dienst, ondanks dat deze nog vrij jong waren en tevens laagvloerig. In 2004 stelde Connexxion veel bussen uit de 5500-serie buiten dienst en in 2006 voerde Arriva er ook een aantal af. Via diverse handelaren zijn de bussen uit deze serie geëxporteerd naar Georgië. Naast Georgië zijn veel bussen terechtgekomen in Portugal, Bosnië en op Cuba.
Inmiddels zijn alle series Alliance bij het streekvervoer buiten dienst gesteld. Zo had Connexxion al sinds 2007 een flink aantal bussen uit de laatste series (vanaf nummer 2409) aan de kant gezet met een leeftijd van nauwelijks 7 jaar. Ook hiervan werd al een aantal geëxporteerd naar het buitenland. Mede door het verlies van concessies werd het afvoertempo van de laatste Alliances bij Connexxion flink opgevoerd. Zo stonden half 2009 tientallen van deze bussen als oplegbus te wachten op hun verdere lot, mogelijk in het buitenland. In mei 2010 hebben de laatste B95's bij Connexxion OV het veld geruimd. Ze zijn nu alleen nog bij Connexxion Taxi Services te bewonderen.
Bij touringcarbedrijven in Nederland zijn B95 Alliances nog niet afgeschreven. Ze kunnen goed van dienst zijn als schoolbus, discobus, pendelbus bij evenementen, voor treinstremmingen of als versterkingsbus in de ochtend- en/of middagspits.

## Museumbussen
De AA-81, de blauwe koninklijke bus, is op 12 februari 2007 geschonken aan het DAF-museum in Eindhoven. Dit is de eerste Alliance die als museumbus bewaard blijft. De ex-Midnet/Connexxion 2153 is museumbus bij de Stichting Veteraan Autobussen. De HTM 923 is sinds november 2011 museumbus bij Stichting Haags Bus Museum. Dit is de eerste gelede bus van dit model die de status van museumbus heeft gekregen. Vervolgens is ruim een jaar later de HTM 175 toegevoegd als museumbus in de collectie van het Haags Bus Museum. De RET 801 is sinds begin 2012 ook museumbus en is momenteel in rijvaardige toestand.
| Nummer | Type | Serie     | Bedrijf               | Bouwjaar | Kenteken | Bewaard door                           | Opmerking                                                                | Afbeelding |
| ------ | ---- | --------- | --------------------- | -------- | -------- | -------------------------------------- | ------------------------------------------------------------------------ | ---------- |
| AA-81  | B89  |           | Koninklijke bus       | 1989     | VH-39-FX | DAF Museum                             | Demonstratie model, in 1991 omgebouwd tot vervoersmiddel van de Koningin |            |
| 4887   | B89  | 4887-4890 | Zuidooster, Hermes    | 1994     | BB-NH-79 | Stichting LTM                          |                                                                          |            |
| 4888   | B89  | 4887-4890 | Zuidooster, Hermes    | 1994     | BB-NH-75 | Stichting Veteraan Autobussen          |                                                                          |            |
| 5586   | B91  | 5577-5586 | Arriva                | 1994     | BB-GS-23 | Straatbeeldmuseum Van IJsseldijk       |                                                                          |            |
| 4903   | B89  | 4891-4917 | Hermes                | 1995     | BB-RP-66 | Stichting Historische Autobussen       |                                                                          |            |
| 5721   | B89  | 5718-5721 | Hermes, Connexxion    | 1995     | BD-GH-01 | Stichting Nostalgische Bussen          |                                                                          |            |
| 801    | B96  | 801-835   | RET                   | 1996     | BF-BP-11 | RoMeO                                  |                                                                          |            |
| 2153   | B95  | 2152-2162 | Midnet, Connexxion    | 1996     | BF-DN-35 | Stichting Veteraan Autobussen          |                                                                          |            |
| 2232   | B96  | 2227-2239 | ZWN-Groep, Connexxion | 1998     | BG-NT-33 | Openbaar Vervoer Collectie Nederland   |                                                                          |            |
| 2497   | B95  | 2490-2503 | Connexxion            | 1999     | BH-VB-31 | Haags Bus Museum                       |                                                                          |            |
| 8001   | B95  | 8001-8085 | Hermes, Connexxion    | 1999     | BH-GF-47 | Stichting Museumbus Zuidwest-Nederland | In bruikleen gegeven aan Nationaal Bus Museum                            |            |
| 8073   | B95  | 8001-8085 | Hermes, Connexxion    | 1999     | BJ-DB-15 | Streekbusmuseum Hoeksewaard            |                                                                          |            |
| 175    | B96  | 101-207   | HTM                   | 2000     | BJ-PX-53 | Haags Bus Museum                       |                                                                          |            |
| 903    | B96  | 901-945   | RET                   | 2001     | BJ-XX-25 | RoMeO                                  |                                                                          |            |
| 923    | B93  | 901-923   | HTM                   | 2001     | BL-LD-39 | Haags Bus Museum                       | Gelede bus                                                               |            |
| 2879   | B96  | 2849-2886 | Connexxion            | 2001     | BL-JZ-75 | Openbaar Vervoer Collectie Nederland   |                                                                          |            |